# Böhmischer Prater

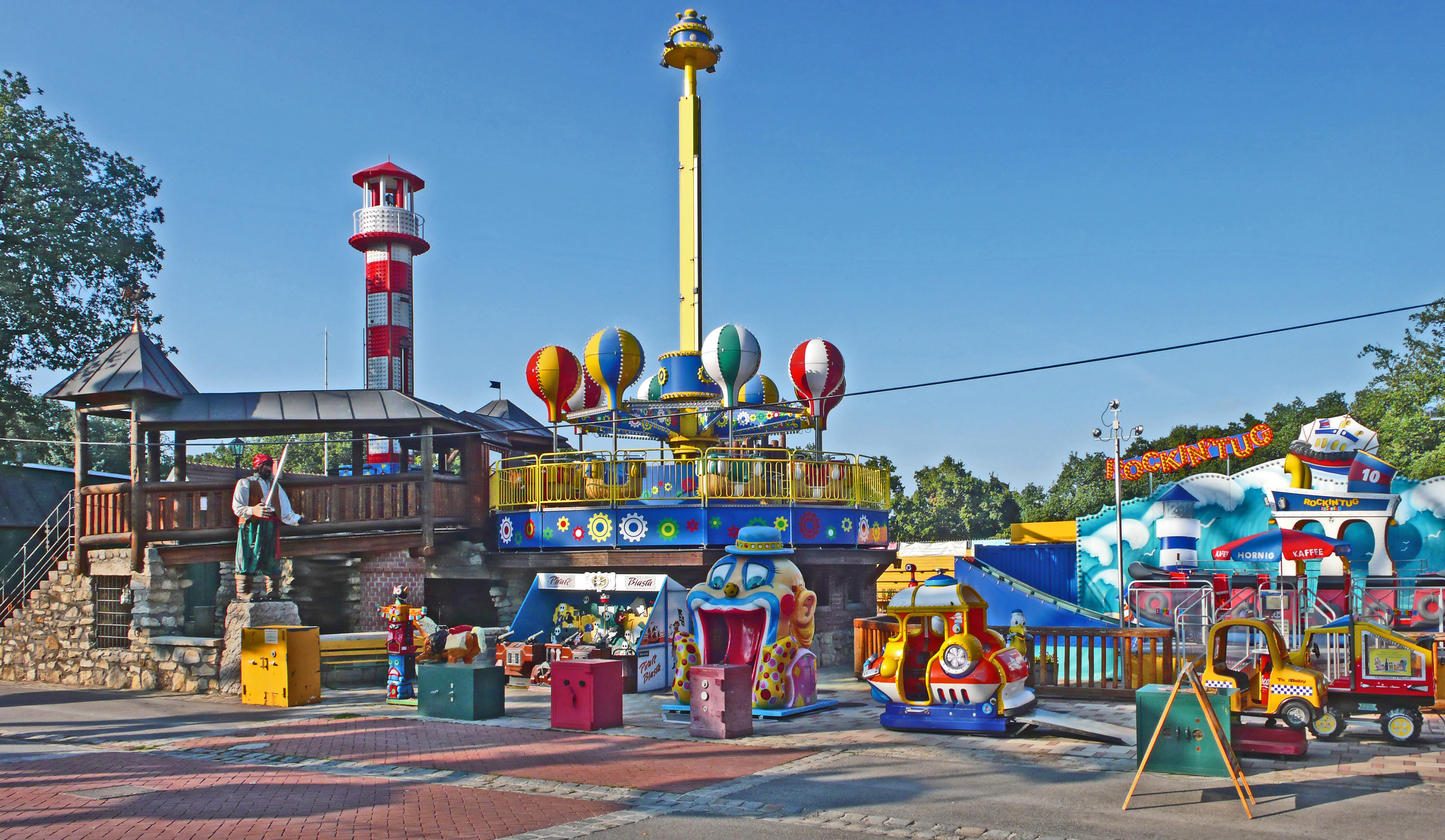
Böhmischer Prater (2009)

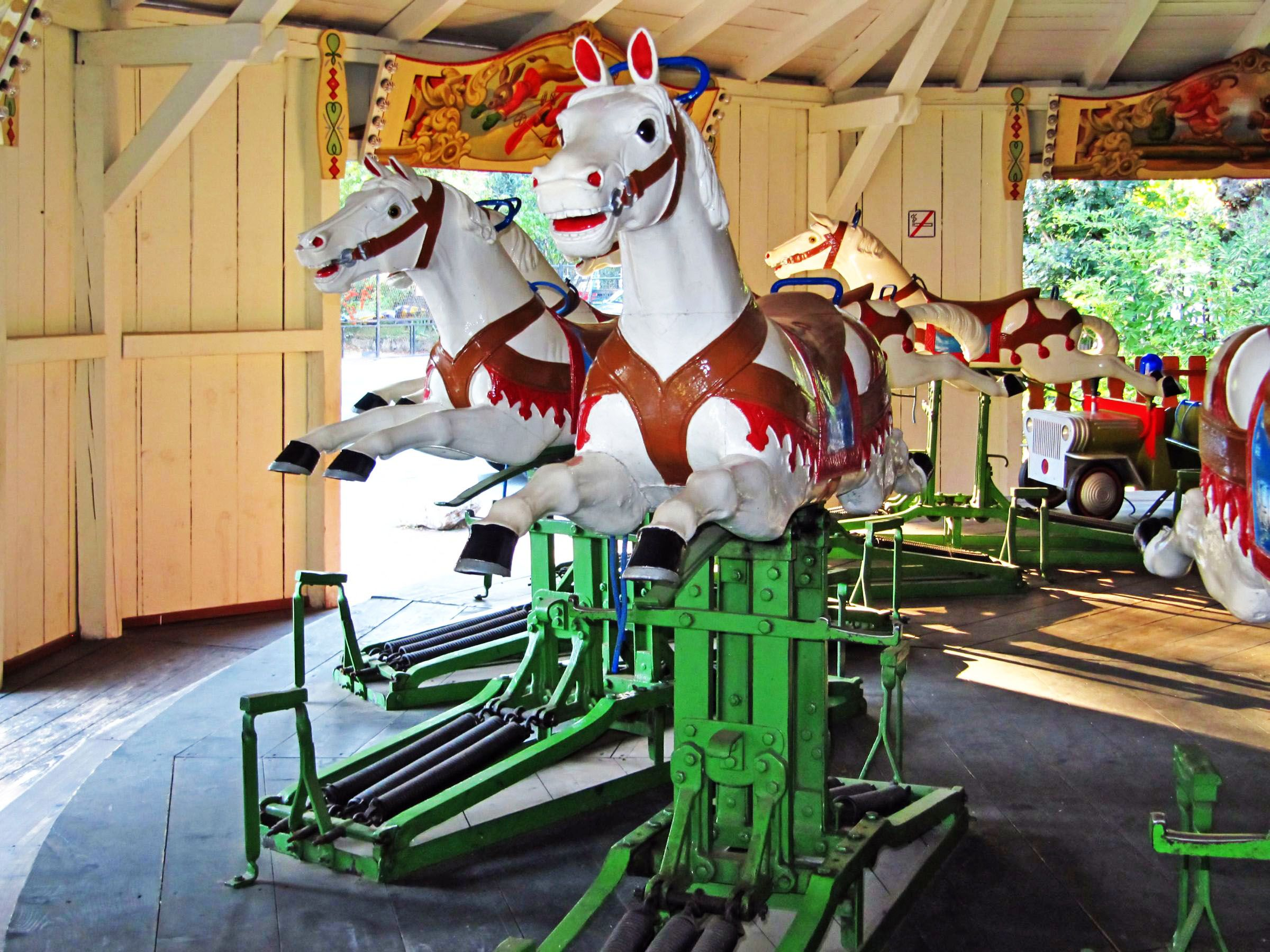
Historisches Ringelspiel (2011)

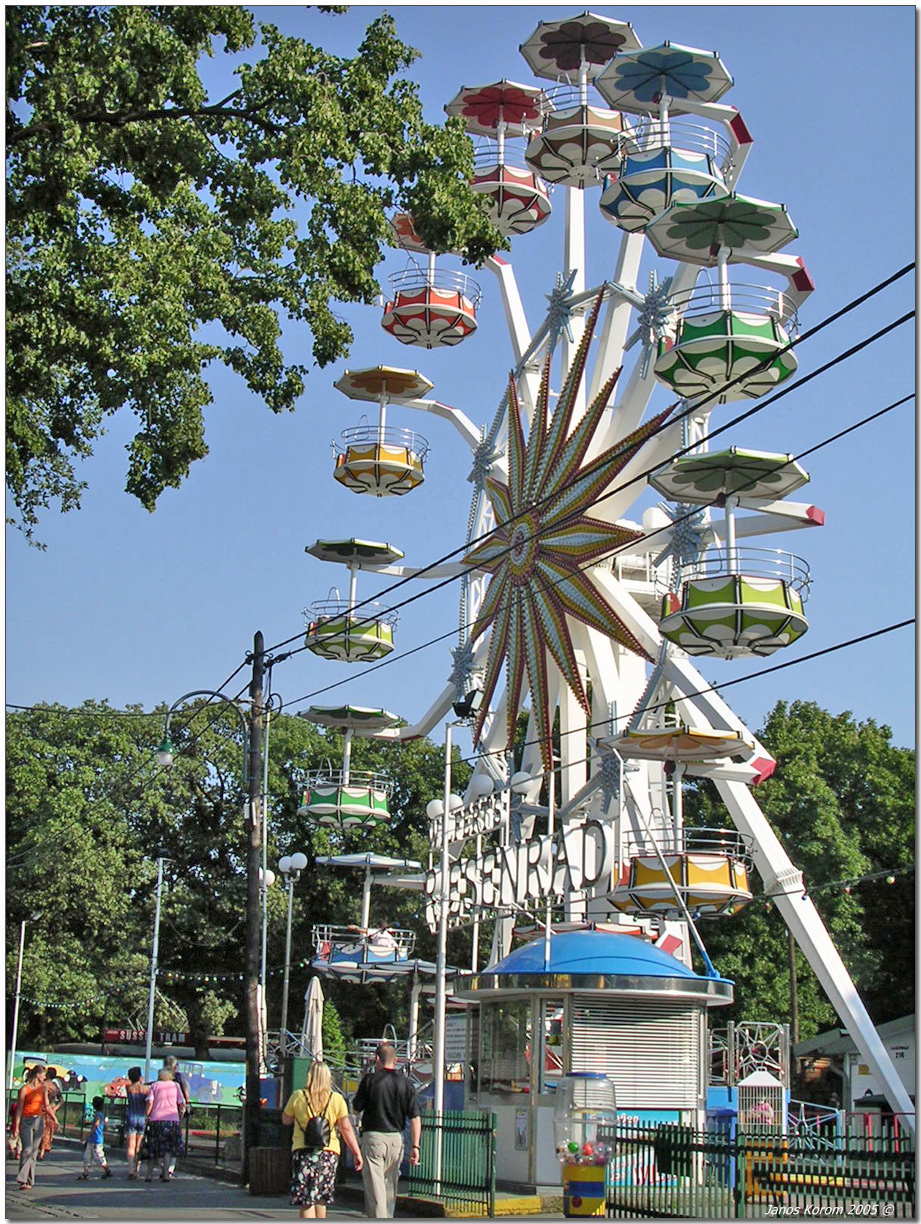
Riesenrad mit dem Laaer Berg im Hintergrund (2009)

Der Böhmische Prater ist ein kleiner Vergnügungspark im südlichen Teil Wiens, der vor allem mit dem sich nach Süden anschließenden Erholungsgebiet Laaer Berg ein beliebtes Ausflugsziel für Familien ist.

## Beschreibung
Der Böhmische Prater erstreckt sich über eine Länge von etwa 350 Metern beidseits der Straße Laaer Wald im 10. Wiener Gemeindebezirk Favoriten, die zu bestimmten Zeiten als Fußgängerzone ausgewiesen ist. Die Fahrgeschäfte und Gastronomieeinrichtungen gehören Familienbetrieben. Sie reichen vom mehr als hundert Jahre alten und unter Denkmalschutz stehenden Ringelspiel über das Kaffeetassenkarussell, eine Kinderautobahn und weitere Attraktionen bis zu dem 1988 erbauten Riesenrad. Es verfügt über 14 Gondeln und hat einen Durchmesser von 21 Metern. Von seinem höchsten Punkt genießt man eine Fernsicht zum Flughafen Wien-Schwechat, dem Schneeberg, dem Wienerwald, dem Kahlenberg und dem Leopoldsberg sowie über die gesamte Stadt.
Für das leibliche Wohl sorgen unter anderem der Bierstadl und das Heurigen-Restaurant Zum Werkelmann. Der Name des Letzteren weist auf eine traditionelle Institution des Böhmischen Praters hin, den Drehorgelspieler. Es existiert sogar ein Drehorgelmuseum. Sowohl im Werkelmann als auch im Tivoli-Center finden regelmäßig Veranstaltungen statt.

## Geschichte
Der Vergnügungspark entstand in der zweiten Hälfte des 19. Jahrhunderts. Aus der ursprünglichen Werkskantine der Wiener Ziegelwerke entstand zu dieser Zeit das erste Ausflugsgasthaus auf dem Laaer Berg. 1892 erhielt der Wirt die Erlaubnis, neben seinem Gasthaus „erlaubte Spiele“ veranstalten zu dürfen, und stellte eine Schaukel und ein Ringelspiel auf. In den Folgejahren entstanden zahlreiche weitere Wirtshäuser mit Kegelbahnen und Tanzsälen und wurden Kettenkarussells, Ringelspiele und Wurfbuden aufgestellt – ein Prater in Kleinausgabe. Hauptnutzer waren die Arbeiter der Ziegelwerke mit ihren Familien. Da sie vornehmlich aus den österreichischen Kronländern Böhmen und Mähren stammten (siehe Tschechen in Wien), etablierte sich bald der Name Böhmischer Prater.
Nach einem Niedergang durch den Ersten Weltkrieg erholte sich die Einrichtung erst in der zweiten Hälfte der 1920er Jahre. Während des Zweiten Weltkrieges wurde am 11. Dezember 1944 der Böhmische Prater durch einen Bombenangriff nahezu vollständig zerstört. Nur zwei Karussells blieben erhalten. Der Wiederaufbau in den Nachkriegsjahren gab dem Park schließlich sein heutiges Aussehen. Durch den Ankauf des gesamten Areals durch die Stadt Wien im Jahr 1986 konnte der Weiterbestand des Böhmischen Praters schließlich für die Zukunft sichergestellt werden.